# Petrisov zbornik
Petrisov zbornik, hrvatski glagoljski zbornik, spomenik hrvatske pisane kulture. Nazvan je po krčkom kanoniku u čijoj je ostavštini pronađen, Josipu Antunu Petrisu (1787. – 1868.). Datira iz 1468. godine. Sadrži 700 stranica i po tome je najopsežniji i najbogatiji među hrvatskoglagoljskim zbornicima. Pisan je na papiru kurzivnom glagoljicom, što ukazuje da je vjerojatno pisana za svjetovnije svrhe, jer se ova nije rabila za svečane liturgijske kodekse. Trima je rukama pisan. Svaka stranica ima od 24 do 27 redaka. Ukrasi su jednostavni inicijali kadšto dotjerani skromnijim ornamentima. Sadržajem je antologija tekstova iz raznih razdoblja i izvora. Vrlo je slojevita i raznovrsna sadržaja. U zborniku su tekstovi iz moralke, religiozno-propedeutički spisi, kazusi crkvenog prava, crkveno govorništvo, rituali, legende, mirakuli, apokrifi, anegdote, dijelovi lucidara, poezija, pripovijesti o Akiru, Troji i dr. U Petrisovom zborniku pokazuju se iskonske tendencije hrvatskog jezika: miješanje narječja i osobina staroslavenskoga radi stizanja do općeprihvaćenoga zajedničkog hrvatskog jezičnog idioma. Ističe se rečenica koja sadrži sva tri oblika upitne zamjenice što: Čto se žalostiš ubogi človječe, kaj se mećeš i zač trepećeš. Danas se Petrisov zbornik čuva u Nacionalnoj i sveučilišnoj knjižnici u Zagrebu.